# Châtillon, Allier
Châtillon är en kommun i departementet Allier i regionen Auvergne-Rhône-Alpes i de centrala delarna av Frankrike. Kommunen ligger  i kantonen Le Montet som ligger i arrondissementet Moulins. År 2022 hade Châtillon 313 invånare.

## Befolkningsutveckling
Antalet invånare i kommunen Châtillon
Referens: INSEE